# Sphex inusitatus
Sphex inusitatus är en biart som beskrevs av Keizo Yasumatsu 1935. Sphex inusitatus ingår i släktet Sphex och familjen grävsteklar.

## Underarter
Arten delas in i följande underarter:
- S. i. fukuianus
- S. i. inusitatus